# Domenico Pezzini
Domenico Pezzini (* 3. Oktober 1937; † 19. November 2021 in Lodi, Italien) war ein italienischer römisch-katholischer  Theologe, Herausgeber und Übersetzer, der sich überwiegend mit Zisterzienser-Autoren des 12. Jahrhunderts beschäftigt hat.

## Leben
Pezzini wurde 1961 zum Priester geweiht und verbrachte den größten Teil seines Lebens als Professor für Anglistik, zunächst in Mailand und dann in Verona. Pezzini war Kenner der Zisterzienserbewegung, Herausgeber und Übersetzer zisterziensischer Autoren aus dem zwölften Jahrhundert ins Italienische. Er widmete sich insbesondere den Predigten von Isaak von Stella und zahlreichen Predigten und Traktaten von Aelred von Rievaulx. Sein 2008 erschienener Überblick über die verschiedenen Lebensbeschreibungen Eduards des Bekenners, die auf Aelreds Leben zurückgehen, ist das wichtigste Werk zu diesem Thema. Seine kritische Ausgabe von sechs historischen Werken Aelreds wurde im Corpus Christianorum (Continuatio Mediaevalis) 2007 veröffentlicht.

## Freiheitsstrafe für sexuellen Missbrauch
1980 gründete er "Gruppo del Guado" die erste Gruppe für homosexuelle christliche Gläubige in Italien, und 1986 "La Fonte", einen theologischen Arbeitskreis, der sich regelmäßig in Mailand traf. Ziel der Initiative waren die Förderung von christlicher Toleranz für gelebte Homosexualität. Er hatte dazu keinen Auftrag von der Erzdiözese Mailand; inkardiniert war Pezzini in der Diözese Lodi. Seit den 1980er Jahren war er bei Gruppen bekannt, die sich mit Fragen der Homosexualität und ihrer Beziehung zum Christentum befassen.
2010 wurde er wegen sexuellen Handlungen an einem Minderjährigen zu zehn Jahren Freiheitsstrafe verurteilt. Während des Prozesses hatten mehrere Männer über Missbrauch ausgesagt.

## Publikationen (in Auswahl)

### Als Verfasser
- The translation of religious texts in the Middle Ages : tracts and rules, hymns and saints’ lives. Bern, Wien [u. a.]: Lang 2008.
- Aelred of Rievaulx’s "Vita Sancti Edwardi regis et confessoris": its genesis and radiation. In: Citeaux Bd. 60 (2009) S. 27–77.
- Giacobbe e l’angelo: il mistero della relazione: [l’incontro di Giacobbe con l’angelo nell’iconografia medievale e nelle opere di Chagall, Delacroix, Epstein, Morazzone, Munz]. Mailand 2001 Il corpo risorto: tra arte e teologia. Mailand 2000

### Als Herausgeber
- Opere di San Bernardo. 3,1: Sermones per annum. Rom 2021
- Fede, ragione e sentimento: la spiritualità di Isacco della Stella. Turin 2020
- La composizione dell’uomo esteriore e interiore / Davide di Augusta, Mailand 2018
- Aelredi Rievallensis opera historica et hagiographica. Turnhout: Brepols Publishers, 2017.
- Aelredi Rievallensis opera historica et hagiographica. Turnhout 2017
- The liturgical sermons: the second Clairvaux collection: Sermons 29-46: Christmas-all saints / Aelred of Rievaulx. Athens, Ohio 2016
- Gesù al Getsemani: De Tristitia Christi / Tommaso Moro. Mailand 2011 und 2013
- Un monaco nel cuore del mondo: lettere scelte / Pietro il Venerabile. Mailand 2010
- I sermoni / Isacco della Stella. 2: Mariale, santorale, tempo ordinario. Mailand 2007
- I sermoni / Isacco della Stella. 1: Dalla Settuagesima alla Pentecoste. Mailand 2006
- L’amicizia spirituale / Aelredo di Rievaulx. Mailand 2004 Regola delle recluse / Aelredo di Rievaulx. Mailand 2003
- Gesù dodicenne; Preghiera pastorale / Aelredo di Rievaulx. Mailand 2001
- Lo specchio della carità / Aelredo di Rielvaux. Mailand 1996 und 1999
- Il sogno della croce e liriche del duecento inglese sulla passione. Parma 1992

## Nachruf
- Marsha Dutton, In memoriam; Fr. Domenico Pezzini. Cistercian Studies Quarterly 57.4 (2022), S. 361.